# Giōrgos Theodōridīs
Giōrgos Theodōridīs (in greco: Γιώργος Θεοδωρίδης; Francoforte sul Meno, 3 luglio 1980) è un ex calciatore greco, di ruolo centrocampista.

## Carriera

### Nazionale
Ha partecipato agli Europei Under-21 del 2002.

## Palmarès

### Club

#### Competizioni nazionali
- Coppa di Cipro: 1

Apollon Limassol: 2012-2013